# Linka 4 (metro v Paříži)
Linka 4 je jednou z linek pařížského metra a v systému MHD je značena tmavě růžovou barvou. Je celá umístěná v podzemí a prochází Paříží severojižním směrem z Porte de Clignancourt na severním okraji do Bagneux – Lucie Aubrac na jižním předměstí ve městě Bagneux. Na lince se nacházejí přestupy na tři velká pařížská nádraží (Gare Montparnasse, Gare du Nord a Gare de l'Est) a také stanice s přestupem na síť RER (Les Halles, Saint-Michel a Denfert-Rochereau). To jsou hlavní důvody, proč se jedná o druhou nejvytíženější linku pařížského metra, která ročně přepraví 154,1 miliónů cestujících. Od konce roku 2023 linku obsluhují výhradně automatické vlaky bez řidičů.

## Historie
První úsek linky byl zprovozněn na pravém břehu Seiny mezi Porte de Clignancourt a Châtelet 21. dubna 1908. Druhý úsek linky byl otevřen 30. října 1909. Jednalo se o jižní část mezi stanicemi Porte d'Orléans a Raspail. Oba úseky byly propojeny novým tunelem mezi Châtelet a Raspail 9. ledna 1910. Tato postupná výstavba vyplynula z neočekávaných problémů při stavbě tunelu pod Seinou. Linka 4 se stala první pařížskou linkou, která vedla pod Seinou, protože linky 5 a 6 přetínaly řeku po mostě. Od té doby se trať během 20. století nezměnila. Jedinou výjimkou bylo přeložení trati o 30 metrů ve stanici Châtelet v roce 1977 kvůli lepšímu napojení na novou síť RER. Od roku 1967 je dráha přestavěná tak, aby na ní mohly jezdit pneumatické vlakové soupravy.
V roce 2001 byl vypracován projekt na prodloužení tratě směrem na jih s dalšími třemi stanicemi. Dne 23. března 2013 byla otevřena nová konečná stanice Mairie de Montrouge, dne 13. ledna 2022 byla linka prodloužena až do stanice Bagneux – Lucie Aubrac.

## Další rozvoj
S prodloužením linky se počítá severním směrem až k současné stanici Mairie de Saint-Ouen linky 13, kde by se měla zároveň propojit s prodlouženou linkou 14.
Linka byla v letech 2016–2022 přestavěna na automatický systém. První automatické vlaky s cestujícími na trať vyjely v září 2022 a v prosinci 2023 plně převzaly provoz na lince.

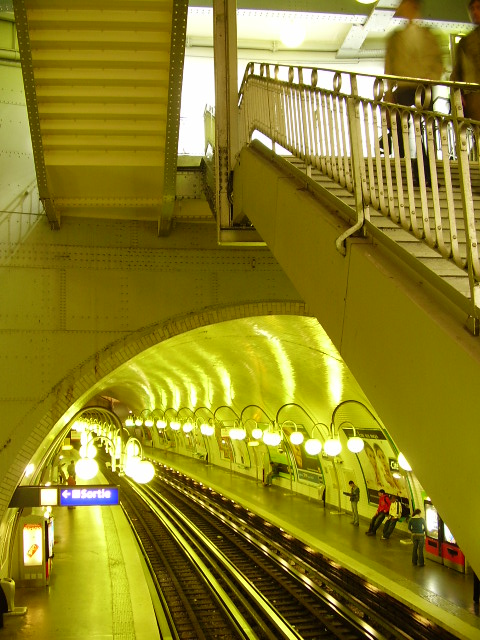
Stanice Cité

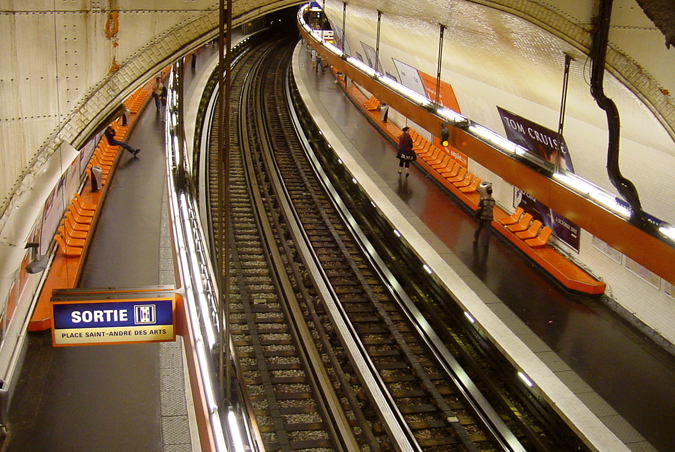
Stanice Saint-Michel

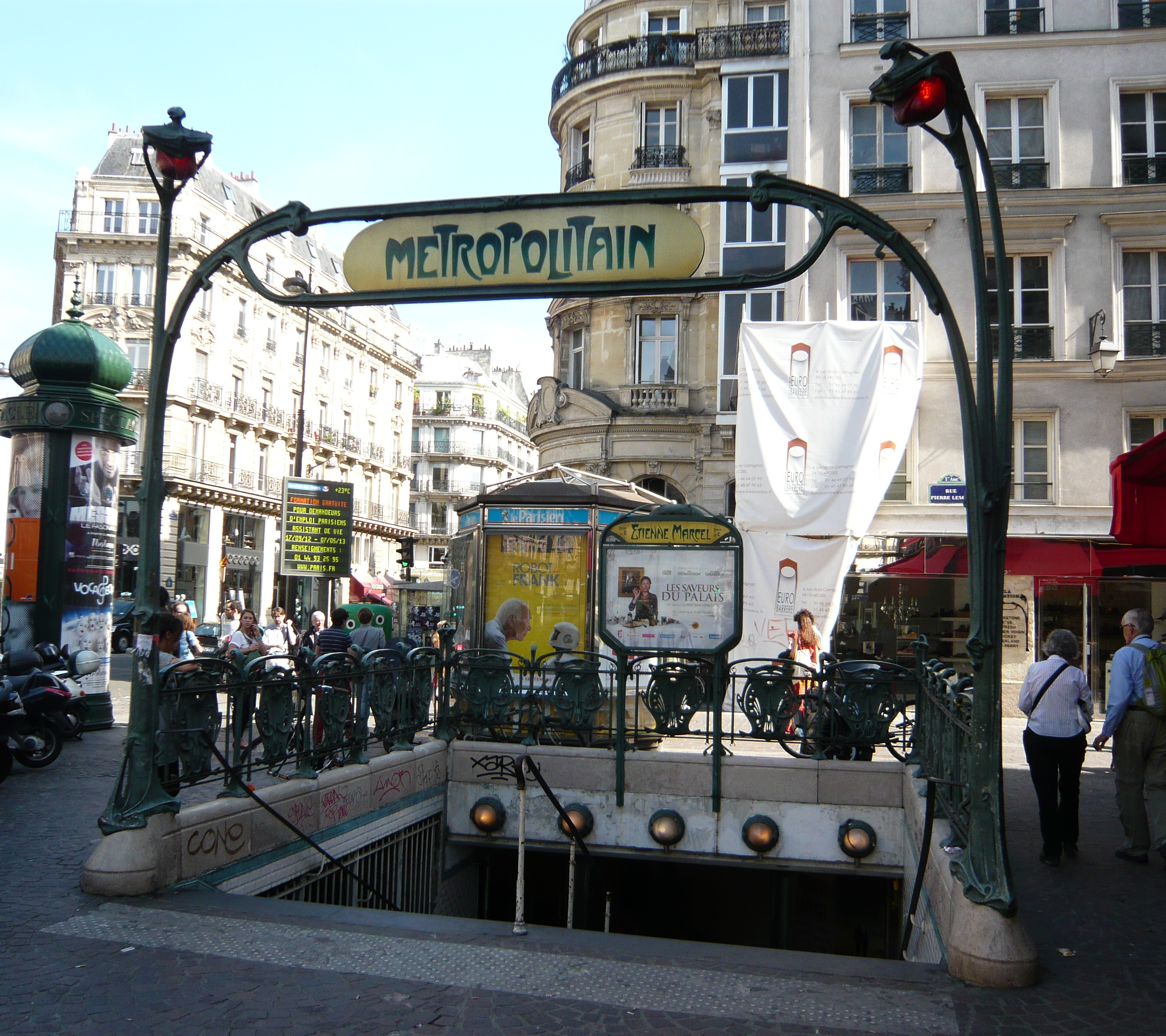
Vchod do stanice Étienne Marcel

Plán linky 4